# Angrboda
Anguerboda o Angurboda (en norrè Angrboða 'la qui porta el dolor') és una ètun (més acuradament, una guiga 'geganta') de la mitologia nòrdica.

## Aparicions

### Edda Poètica
És esmentada en l'Edda poètica en la Völuspá (estrofes 40-41) com a mare de Fenri amb Loki. Anguerboda també és mare dels altres dos fills monstruosos de Loki: la serp Iormungand i Hel, la guardiana de l'inframón. Molts cops se l'ha equiparada amb Iárnvidia, "la del bosc de Ferro (Járnvid)", que s'esmenta en la llista de mullers-troll en el Nafnaþulur de Snorri.

### Edda Prosaica
Al capítol 13 de Gylfaginning, Snorri fa una explicació en prosa d'aquestes estrofes, que segons la traducció de Bordeus és:
"Una bruixa habita a l'est de Midgard, al bosc de Járnvid: en aquest bosc habiten dones-trol que són conegudes com a Iárnvidjur ('dones de Járnvid'). La vella bruixa té molts gegants per fills, i tots ells sota l'aparença de llops; i d'aquest lloc surten els llops. El refrany diu així: que d'aquesta raça n'esdevindrà un que serà el més fort de tots, el que és anomenat Gos que caça la lluna (Mánagarm); s'omplirà amb tota la carn de totes les persones que morin, i s'empassarà la lluna, i ruixarà amb sang el cel i tots els refugis; i per això el sol en perdrà la brillantor, i els vents s'inquietaran i rugiran a cada costat".
És possible que el "Gos que caça la lluna" es refereixi a Hati o Sköll, els fills de Fènrir.